# كوادو بوكو (لاعب كرة قدم مواليد 1993)
كوادو بوكو (بالإنجليزية: Kwadwo Poku)‏ هو لاعب كرة قدم غاني، ولد في 1 ديسمبر 1993.